# Вулих, Захар Борисович
Захар Борисович Вулих (5 (17) февраля 1844 — 11 (23) февраля 1897) — русский педагог-математик.

## Биография
Родился 5 (17) февраля 1844 года. Сын одесского купца Берки Эфроса, семья жила на Молдаванке; брат — Гдаль Беркович (Борисович) Вулих — также был купцом в Одессе и Николаеве. Окончил Одесскую 2-ю гимназию (1863) и физико-математический факультет Санкт-Петербургского университета (1868), получив степень кандидата.
Преподавал в петербургских военно-учебных заведениях, в Василеостровской женской гимназии, на Педагогических женских курсах. В 1885 году был приглашён давать уроки августейшим детям: Георгию Александровичу и Ксении Александровне, а потом — Михаилу Александровичу и Ольге Александровне. В 1886 году был пожалован чином действительного статского советника.
З. Б. Вулих — автор известного в Российской империи руководства «Краткий курс геометрии и собрание геометрических задач» и огромного числа статей. Преподавал арифметику в Мариинском институте (в 1892), был инспектором 3-й военной гимназии (впоследствии — Александровский корпус), постоянным членом Учебного комитета при Главном управлении военно-учебных заведений, инспектором Александровского лицея, начальником женских столичных и Царскосельской гимназий. Был почётным членом благотворительного Женского патриотического общества.
Умер 11 (23) февраля 1897 года. Похоронен на Новодевичьем кладбище в Санкт-Петербурге; могила утрачена.

## Семья
Вступил в брак 17 февраля 1867 года с дочерью коллежского асессора Еленой Антоновной Березовской (1845—1918), внучкой Степана Семёновича Васильковского — коменданта Килийской крепости, героя войны 1812 года, полковника Гусарского полка принца Оранского, дворянина Полтавской губернии. У них родились сыновья: Александр (1867—1920?), Захар (1869—1941), Борис (1874—?) — все учились в гимназии при Санкт-Петербургском историко-филологическом институте; и  дочь Елена (1884—1918).